# Peeliter
Peeliter kallades anhängarna till sir Robert Peel, en politisk partigrupp i England.
Då Peels frihandelspolitik 1846 framkallade en splittring inom det konservativa partiet, blev omkring 120 underhusmedlemmar partichefen trogna; vid 1847 års parlamentsval nedgick deras numerär till omkring hälften, och efter Peels död 1850 sammansmälte gruppen år efter år ytterligare, tills den 1859 alldeles upphörde att existera.
Peeliternas huvudsyfte var att trygga frihandelssystemets bestånd, och de understödde därför under Peels livstid den liberala ministären Russell. Då striden om frihandeln småningom upphörde, övervägdes bland dem en återgång till det konservativa partiet i samband med dettas rekonstruktion, och de understödde 1852 den konservativa ministären Derby. Flera peeliter var medlemmar av koalitionsregeringen Aberdeen (1852-1855). Efter dess fall anslöt sig en del av de ledande peeliterna till de konservativa, medan flertalet så småningom hamnade hos liberalerna. Till de förra hörde general Jonathan Peel, lord Hardinge och lord Stanhope, till de senare Gladstone, Cardwell och hertigen av Argyll. Bland peeliterna, vilka tidvis som "tungan på vågen", utövade stort inflytande i parlamentet, märktes ytterligare sir James Graham, lord Aberdeen, lord Canning, Sidney Herbert och hertigen av Newcastle.